# Gary Sawyer
Gary Dean „Gaz” Sawyer (ur. 5 lipca 1985 w Londynie) – były angielski piłkarz grający na pozycji środkowego i lewego obrońcy. W sezonie 2020/2021 występował w klubie Plymouth Argyle, którego był kapitanem przed zakończeniem kariery.

## Kariera klubowa

### Plymouth Argyle
Sawyer zadebiutował dla Plymouth Argyle w 2002 roku jako 17-latek. Pierwszą bramkę piłkarz ten zdobył 4 marca 2008 roku w wygranym 4:1 spotkaniu przeciwko Colchester United. Przed transferem do Bristol Rovers Anglik rozegrał dla „The Pilgrims” 106 meczów, strzelając 5 goli.
Sawyer wrócił do Plymouth Argyle 1 lipca 2015 roku. Pierwszy raz po powrocie wystąpił dla tego klubu 8 sierpnia 2015 roku w wygranym 0:2 spotkaniu przeciwko AFC Wimbledon. Pierwszego gola zawodnik ten strzelił 26 grudnia 2017 roku w meczu z MK Dons (wyg. 0:1). Po powrocie do Plymouth Argyle Anglik wystąpił w jego barwach w 192 spotkaniach, zdobywając jedną bramkę. Łącznie przez cały okres gry dla tego klubu Sawyer rozegrał dla niego 298 meczów i strzelił 6 goli.
W lipcu 2015 roku Sawyer w wywiadzie dla BBC Sport powiedział, że chce zakończyć karierę w Plymouth Argyle. 6 maja 2021 roku klub ten poinformował na Twitterze o zakończeniu kariery piłkarskiej przez Gary’ego Sawyera z powodu kontuzji kostki, której to piłkarz nabawił się w meczu z Norwich City w ramach EFL Cup we wrześniu 2020 roku. Anglik po wygaśnięciu kontraktu pozostanie w klubie, obejmując rolę ambasadora Plymouth Argyle. Będzie ona polegała na pracy zawierającej elementy treningu w akademii „The Pilgrims” oraz pracy związanej z „Argyle Community Trust”.

### Weymouth
Sawyera wypożyczono do Weymouth w 2003 roku. Wystąpił on tam tylko w jednym spotkaniu.

### Exeter City
Sawyera wypożyczano do Exeter City dwukrotnie – od 1 sierpnia do 1 maja 2005 oraz od 1 sierpnia 2005 do 1 maja 2006. Debiut dla tego klubu zaliczył on 17 września 2004 roku w meczu z Woking (3:3). Premierową bramkę piłkarz ten zdobył 20 listopada 2004 roku w wygranym 5:1 spotkaniu przeciwko Leigh Genesis. Ostatecznie dla Exeter City Anglik rozegrał 72 mecze, strzelając jedną bramkę.

### Bristol City
Sawyer trafił na dwumiesięczne wypożyczenie do Bristol City 1 marca 2010 roku. Zadebiutował dla tego zespołu 24 kwietnia 2010 roku w starciu z Derby County (wyg. 2:1). Łącznie w barwach Bristol City Anglik wystąpił w 2 spotkaniach, nie zdobywając żadnej bramki.

### Bristol Rovers
Sawyer przeniósł się do Bristol Rovers 1 lipca 2010 roku. Debiut dla tego klubu zaliczył on 7 sierpnia 2010 roku w starciu z Peterborough United (przeg. 3:0). Ostatecznie dla Bristol Rovers Anglik rozegrał 66 meczów, nie strzelając żadnego gola.

### Leyton Orient
Sawyer podpisał kontrakt z Leyton Orient 1 lipca 2012 roku. Zadebiutował dla tego zespołu 14 sierpnia 2012 roku w spotkaniu przeciwko EFL Cup z Charlton Athletic (1:1, wyg. 4:5 po rzutach karnych), notując asystę. Pierwszego gola zawodnik ten strzelił 13 kwietnia 2013 roku w meczu z MK Dons (wyg. 2:0). Łącznie w barwach Leyton Orient Anglik wystąpił w 88 spotkaniach i zdobył jedną bramkę.

## Sukcesy
Sukcesy w karierze klubowej:
- EFL League Two – 1x, z Plymouth Argyle, sezon 2016/2017